# Rijnhaven (Rotterdam)

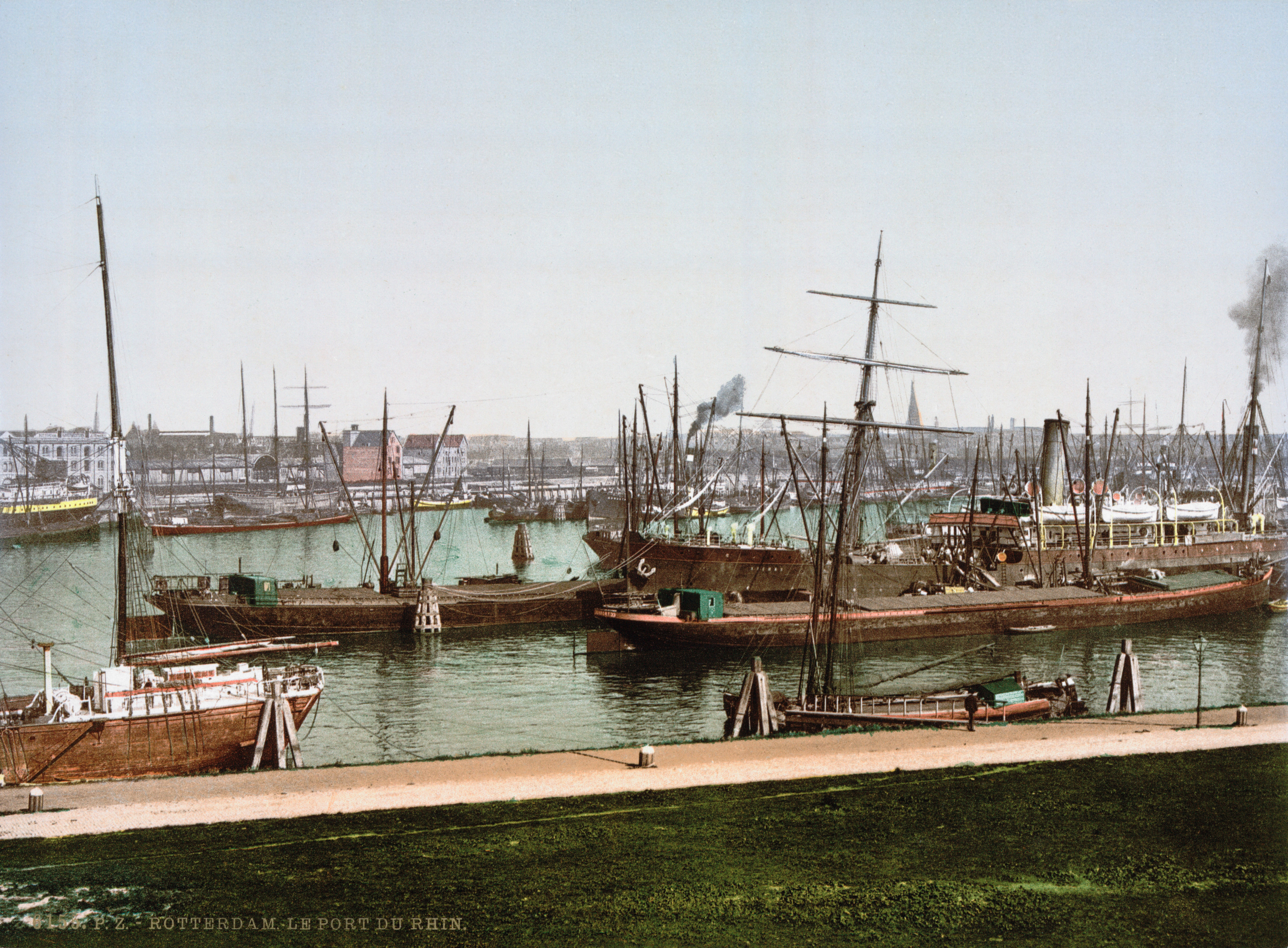
De Rijnhaven rond 1900

De Rijnhaven is een havenbekken in Rotterdam. De Rijnhaven is een van de oudste havens op de zuidoever van de Nieuwe Maas. De aanleg duurde van 1887 tot 1895. De oppervlakte is 28 ha.
De haven werd in eerste instantie gegraven als berghaven voor rijnschepen, voornamelijk voor in de winter als de rijnschepen door bevriezing van de bovenrivieren de Rijn niet konden opvaren. In 1888 schreef de directeur van Gemeentewerken, G.J. de Jongh in een rapport echter dat het transitoverkeer op Rotterdam bleef toenemen en dat daarom de nieuwe Rijnhaven door uitdieping geschikt moest worden gemaakt voor de grootste zeeschepen. De Rijnhaven werd een haven voor de overslag van massagoed 'op stroom'. De zeeschepen meerden aan boeien, los van de kade. Later verloor de Rijnhaven de overslagfunctie en werd het weer vooral een berghaven voor binnenvaartschepen. Anno 2015 zijn de ligplaatsen voor de binnenvaart verplaatst naar onder meer de Maashaven. De enige schepen die er nog varen komen om te lossen bij de Codricofabriek.
Door stedenbouwkundige ontwikkelingen op de Kop van Zuid en Katendrecht is het gebied rondom de Rijnhaven drastisch vernieuwd. Veel van de pakhuizen zijn gesloopt om plaats te maken voor hoogbouw, alleen aan de zuidkant staan er nog wat. Bij de haven ligt het station Rijnhaven van lijn D en lijn E van de Rotterdamse metro.
Sinds 2010 lag er aan de Tillemakade het 'Floating Pavillion' of 'Drijvend Pailjoen', bestaande uit 3 koepels en hét startproject voor duurzaam drijvend bouwen in Rotterdam. Het was in gebruik als evenementen locatie voor uiteenlopende bedrijfspresentaties. Public Domain Architects (PDA) ontwierp de drie koepels van het paviljoen als enkelvoudig ruimtevakwerk van staal gecombineerd met een transparante, isolerende ‘huid’ van ETFE-kussens (dit uiterst lichte materiaal heeft zijn oorsprong in de ruimtevaart). In 2021 verhuisde het naar de RDM Campus op Heijplaat. Het 'Floating Pavillion' was het eerste project van het Rotterdam Climate Initiative (RCI).

## Demping
Sinds maart 2022 wordt de Rijnhaven deels gedempt. De herwonnen grond zal worden gebruikt voor de bouw van woningen en de aanleg van een stadspark. De Posthumalaan wordt dan een stadsboulevard met hoge woontorens en de metrostations Wilhelminaplein en Rijnhaven worden gerenoveerd. . Ondertussen wordt er in het op september 2021 geopende Floating Office Rotterdam  (FOR) aan de Antoine Platekade het Global Center on Adaptation gehuisvest. Het FOR bevat ook een restaurant en een buitenzwembad.